# Tupou VI
Tupou VI (pełne imię ʻAhoʻeitu ʻUnuaki-ʻo-tonga Tukuʻaho Tupou VI, ur. 12 lipca 1959 w Nukuʻalofie) – król Tonga od 18 marca 2012, młodszy brat poprzedniego króla Jerzego Tupou V. Wcześniej, minister obrony i minister spraw zagranicznych w latach 1998–2004 oraz premier Tonga w latach 2000–2006.

## Edukacja i kariera wojskowa
Tupou VI urodził się w pałacu królewskim w Nukuʻalofie, stolicy Tonga jako najmłodszy z czworga dzieci króla Taufaʻahau Tupou IV (miał jeszcze dwóch braci i siostrę). Zdobył gruntowne wykształcenie. Edukację rozpoczynał w stołecznym Tupou College, kontynuował ją w szkole The Leys School w Cambridge, a następnie w Naval War College w Stanach Zjednoczonych (1988) oraz w Joint Services Staff College w Australii (1995). W 1997 ukończył studia w dziedzinie obrony na University of New South Wales, a rok później stosunki międzynarodowe na Bond University. 
W 1982 wstąpił do marynarki Tongijskich Sił Obrony. W 1987 awansował do stopnia komandora podporucznika. W latach 1990–1995 brał udział w programie patrolowania Pacyfiku (Pacific Patrol Boat Program), będąc dowódcą statku VOEA Pangai (P202). W 1994 służył w siłach pokojowych (Pacific Peace-Keeping Force) na wyspie Bougainville. W 1995 został awansowany do stopnia komandora porucznika, a w 2007 do stopnia komandora. 

## Kariera polityczna
W lipcu 1980 książę otrzymał rodowy tytuł Lavaka, w styczniu 1982 tytuł ʻAta, a w lipcu 1987 tytuł ʻUlukalala. Od tej pory był tytułowany jako Lavaka Ata ʻUlukalala. 
Od października 1998 do sierpnia 2004 zajmował stanowisko ministra obrony oraz ministra spraw zagranicznych. 3 stycznia 2000 został mianowany szefem rządu. W czasie kierowania rządem pełnił także funkcję ministra rolnictwa, leśnictwa i rybołówstwa, a od 2001 również ministra komunikacji i lotnictwa cywilnego. Urząd premiera sprawował do 11 lutego 2006, kiedy dobrowolnie zrezygnował z niego. Przyczyniła się do tego napięta atmosfera w kraju oraz seria prodemokratycznych protestów wzywających do zmniejszenia roli rodziny królewskiej w rządzie. Jego następca, Feleti Sevele, został pierwszym premierem Tonga nie będącym członkiem arystokracji. 
11 września 2006, po śmierci swego ojca, króla Taufaʻahau Tupou IV, został mianowany następcą tronu. 25 lipca 2008 objął nowo ustanowiony urząd Wysokiego Komisarza Tonga w Australii. Stanowisko zajmował do marca 2012, rezydując w tym czasie w Canberze.

## Król Tonga

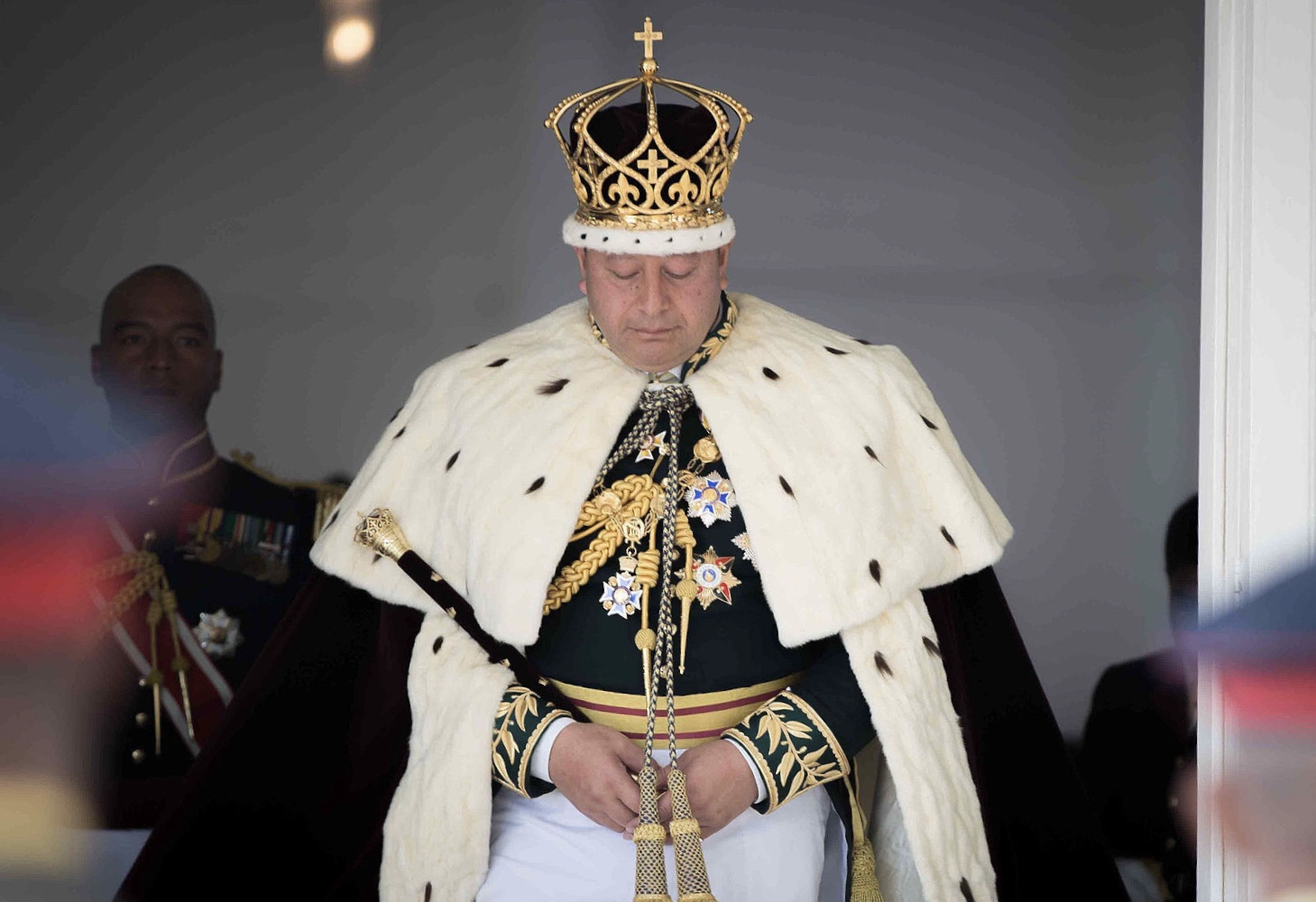
Król Tupou VI po koronacji

18 marca 2012 w szpitalu w Hongkongu zmarł król Jerzy Tupou V. W chwili śmierci brata książę znajdował się u jego boku. Tego samego dnia przejął opuszczony tron Tonga.  21 marca 2012 został formalnie ogłoszony królem, przybierając imię Tupou VI. 

## Rodzina

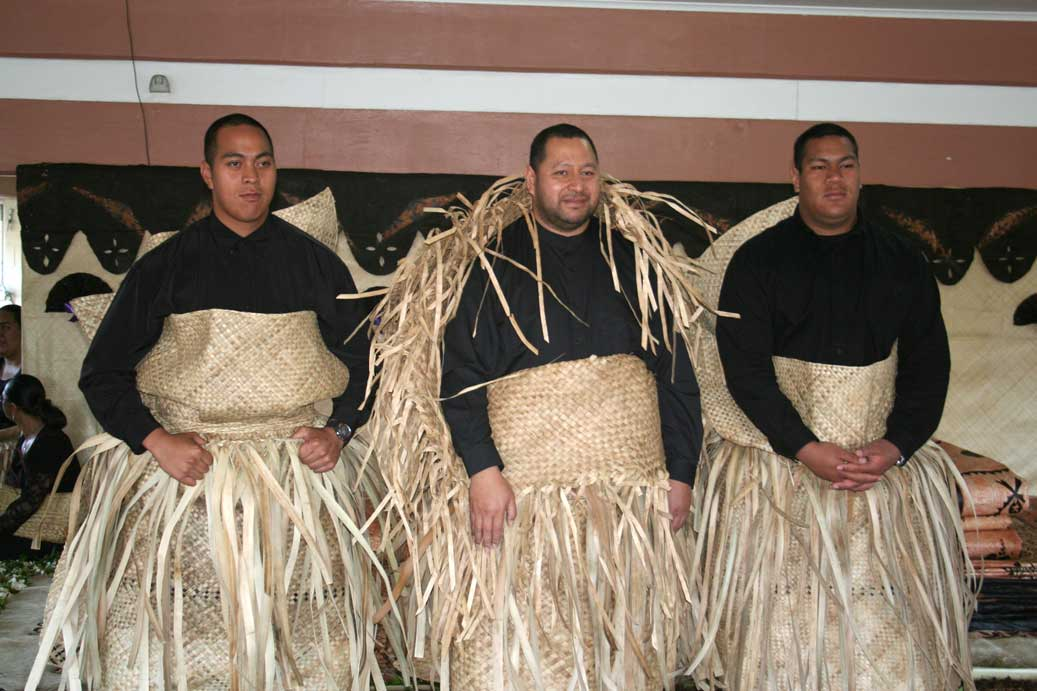
Ówczesny książę Lavaka Ata 'Ulukalala (w środku) wraz z synami podczas ceremonii pogrzebowej swojego ojca

Król żonaty jest z królową Nanasipauʻu Tukuʻaho, z którą ma troje dzieci:
- córkę ʻAngelika Lātūfuipeka Halaʻevalu Mataʻaho Napuaʻokalani Tukuʻaho (ur. 1983)
- syna Siaosi Manumataongo ʻAlaivahamamaʻo ʻAhoʻeitu Konstantin Tukuʻaho, zw. Tupoutoʻa ʻUlukalala (ur. 1985) – następca tronu
- syna Viliami ʻUnuaki-ʻo-Tonga Lalaka moʻe ʻEiki Tukuʻaho, zw. ʻAta (ur. 1988)